# Ctenoberta dubia
Ctenoberta dubia är en fjärilsart som beskrevs av W. Warren 1899. Ctenoberta dubia ingår i släktet Ctenoberta och familjen mätare. Inga underarter finns listade i Catalogue of Life.